# دهنو (لارستان)
دهنو (بالفارسية: دهنو) (بالإنجليزية: Deh Now)‏، قرية في قسم بنارويه الريفي، ناحية بنارويه، مقاطعة لارستان، محافظة فارس، إيران. سُجلت في إحصاء عام 2006 ميلادية ولم تسجل أي معلومات عن عدد سكانها.